# Волдрон (Мічиган)
Волдрон (англ. Waldron) — селище (англ. village) в США, в окрузі Гіллсдейл штату Мічиган. Населення — 505 осіб (2020).

## Географія
Волдрон розташований за координатами 41°43′27″ пн. ш. 84°25′8″ зх. д. / 41.72417° пн. ш. 84.41889° зх. д. (41.724175, -84.418840).  За даними Бюро перепису населення США в 2010 році селище мало площу 2,59 км², уся площа — суходіл.

## Демографія
Згідно з переписом 2010 року, у селищі мешкало 538 осіб у 211 домогосподарстві у складі 137 родин. Густота населення становила 208 осіб/км².  Було 253 помешкання (98/км²).
Расовий склад населення:
| - 97,6 % — білих - 0,9 % — корінних американців - 0,6 % — чорних або афроамериканців |

До двох чи більше рас належало 0,9 %. Частка іспаномовних становила 0,7 % від усіх жителів.
За віковим діапазоном населення розподілялося таким чином: 30,1 % — особи молодші 18 років, 58,0 % — особи у віці 18—64 років, 11,9 % — особи у віці 65 років та старші. Медіана віку мешканця становила 34,1 року. На 100 осіб жіночої статі у селищі припадало 90,1 чоловіків;  на 100 жінок у віці від 18 років та старших — 88,9 чоловіків також старших 18 років.
Середній дохід на одне домашнє господарство  становив 40 728 доларів США (медіана — 36 071), а середній дохід на одну сім'ю — 45 039 доларів (медіана — 37 000). Медіана доходів становила 35 000 доларів для чоловіків та 16 691 долар для жінок. За межею бідності перебувало 27,8 % осіб, у тому числі 36,6 % дітей у віці до 18 років та 13,1 % осіб у віці 65 років та старших.
Цивільне працевлаштоване населення становило 241 осіб. Основні галузі зайнятості: виробництво — 35,7 %, освіта, охорона здоров'я та соціальна допомога — 25,7 %, науковці, спеціалісти, менеджери — 7,9 %, сільське господарство, лісництво, риболовля — 5,4 %.